# 보성여자중학교 (전남)
보성여자중학교(寶城女子中學校)는 대한민국 전라남도 보성군 보성읍 우산리에 있는 공립 중학교이다.

## 학교 연혁
- 1960년 4월 20일 : 보성여자중학교 개교
- 1966년 3월 5일 : 보성여자중ㆍ고등학교 병설
- 1985년 3월 1일 : 보성여자중ㆍ고등학교 분리
- 2025년 1월 8일 : 제64회 졸업 53명 (총 10,228명)
- 2025년 3월 1일 : 제29대 주미숙 교장 부임

## 참고 자료
- 보성여자중학교 - 한국교육학술정보원 학교알리미